# Papyrus 95
Papyrus 95 (in de nummering volgens Gregory-Aland) of {\displaystyle {\mathfrak {P}}}95, is een oude kopie van het Nieuwe Testament in het Grieks. Het handschrift is geschreven op papyrus en bevat het Evangelie volgens Johannes 5 :26-29; 5:36-38. Op grond van het schrifttype wordt het manuscript gedateerd vroeg in de derde eeuw. Er staan 35 regels op een bladzijde. Het handschrift wordt bewaard in de Biblioteca Medicea Laurenziana (PL II/31) te Florence.

## Tekst
De Griekse tekst van dit handschrift vertegenwoordigt de Alexandrijnse tekst, volgens Comfort proto-Alexandrijns, maar het fragment is te klein om daar zeker van te zijin. Het is nog niet ingedeeld in een van Alands Categorieën.